# Geschichte Ghanas
Die Geschichte Ghanas ist die Geschichte des modernen Staates Ghana, der vorangegangenen europäischen Kolonisation dieses Gebietes sowie die vorkoloniale Geschichte der Völker und Reiche auf dem Gebiet des heutigen Staates. Das ursprüngliche Königreich Ghana lag wesentlich weiter nördlich als das heutige Ghana im Gebiet der Sahelzone. Obwohl dieses Reich der Namensgeber des modernen Staates Ghana ist, hat das heutige Ghana keine historischen Bezüge zu ihm. Mit dem Namen „Ghana“ wollten die Staatsgründer an die Größe dieses mächtigen westafrikanischen Reich anknüpfen.

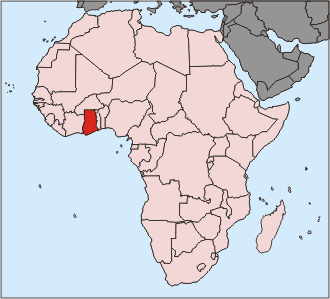
Lage des heutigen Staates Ghana innerhalb Afrikas

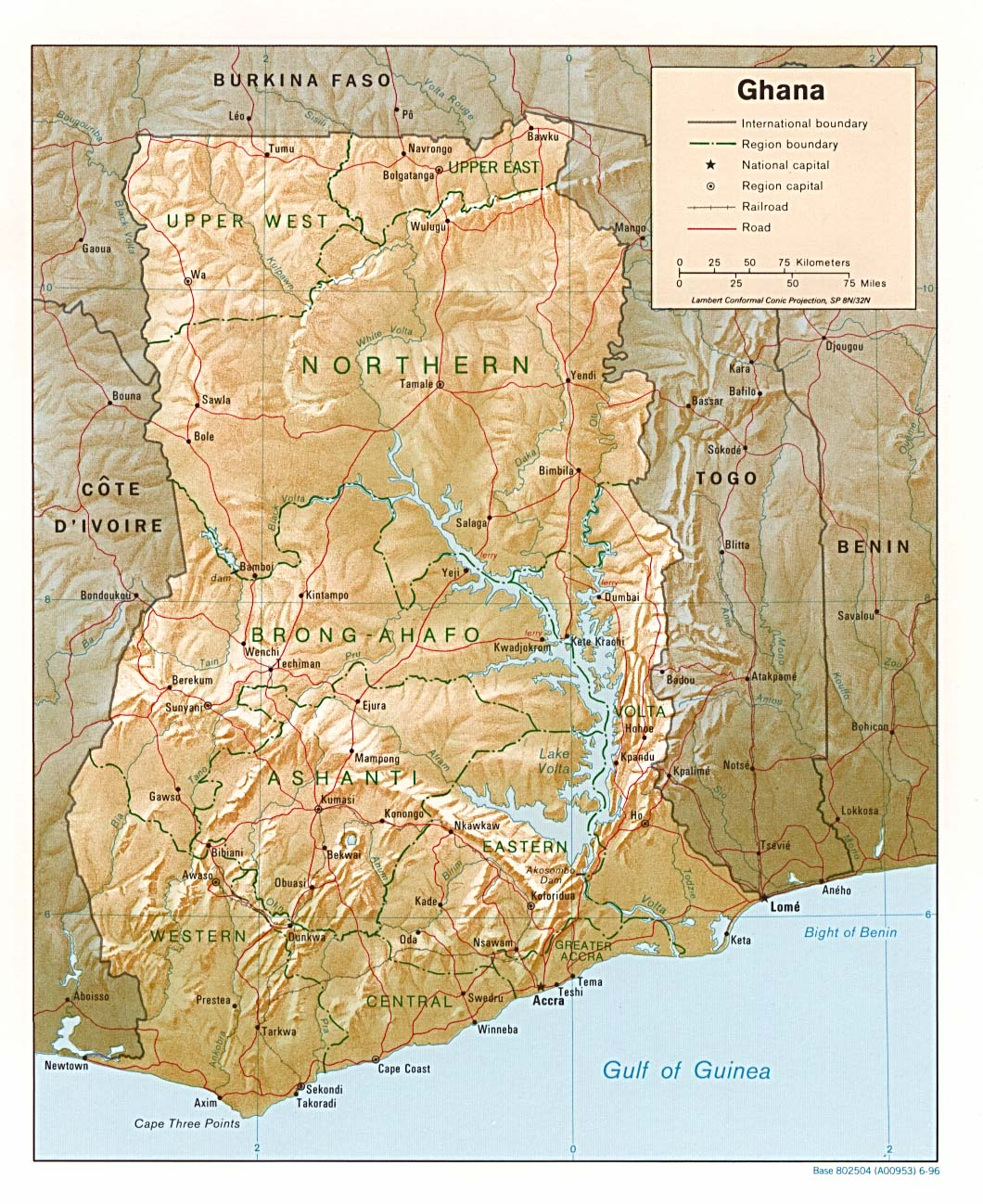
Natürliche Gliederung Ghanas

## Frühgeschichte des heutigen Ghana
Das Gebiet Ghanas wurde erstmals etwa vor 150.000 bis 200.000 Jahren von Menschen besiedelt. Vor 135.000 Jahren begann eine lange Trockenphase, die bis vor etwa 75.000 Jahren andauerte, wie Grabungen am Bosumtwi-See im Süden des Landes belegen konnten. Kulturhistorisch gehörten diese ersten Bewohner Ghanas zur Sangoan-Kultur, einer Kultur, die den Übergang von der älteren zur jüngeren Altsteinzeit charakterisiert. Wichtige Fundstätten sind Asokrochona und Tema II, wo die Sangoan-Schicht auf 13.000 bis 20.000 bzw. 20.000 bis 25.000 Jahre datiert wurde. Beide Schichten wurden dem Askrochan zugeschrieben.
Der Beginn einer extremen Trockenperiode, die vor etwa 25.000 Jahren einsetzte und bis vor 13.000 Jahren andauerte, veranlasste diese Sangoan-Leute jedoch zum Verlassen der immer unwirtlicher werdenden Ebenen.
Der Beginn der Wiederbesiedelung des Landes ist nicht bekannt. Die ältesten Keramikfunde auf dem Gebiet des heutigen Ghana wurden auf ein Alter von etwa 5800 Jahren datiert. Im Allgemeinen wird der Zeitpunkt des Auftretens von Keramik mit dem Beginn der Nahrungsmittelerzeugung durch Feldbau gleichgesetzt.
Etwa vor 4000 bis etwa 3500 Jahren erfuhr das Klima in Westafrika und dem westlichen Zentralafrika wiederum eine kurze, aber intensive Trockenphase mit starken Winden. Die Vegetation der Ebenen nahm dabei savannenartige Züge an und der bislang dichte Regenwald ging leicht zurück mit einer verstärkten Lichtung seiner Randzonen. Etwa vor 3800 bis 3700 Jahren war ein phänomenales Ansteigen des Auftretens der Ölpalme (Eleas guineensis) zu verzeichnen. In dieser Zeit existierte mit der Kintampo-Kultur eine weitere vorgeschichtliche Kulturstufe am Nordrand des Regenwaldgürtels. An 30 verschiedenen Stellen in Nordghana wurden etwa 3400 Jahre alte steinerne Gebäude, Äxte und Topfwaren gefunden. Diese Kultur war bereits durch eine sehr komplexe Wirtschaftsform mit einer Vermischung von feldbaulicher Waldlandbewirtschaftung und nahrungsproduzierender Viehhaltung in der Savanne gekennzeichnet. Mit Sicherheit kann das Halten von Schafen und Ziegen für die Zeit vor 3550 bis 3750 Jahren nachgewiesen werden, wahrscheinlich wurden in der Spätzeit auch Rinder gehalten. Der durch die Trockenheit immer lichter werdende Regenwald und das plötzliche verstärkte Auftreten der Ölpalme, die Nahrung, Faser- und Baumaterial lieferte, förderte wahrscheinlich den Entwicklungsprozess einer feldbaulichen Waldlandbewirtschaftung. Dennoch scheinen auf dem Höhepunkt der Trockenphase die Menschen erneut die immer ungastlicher werdenden Gegenden wieder verlassen zu haben.
Während die Sangoan-Leute in Nordghana und an der Küste lebten, war die Kintampo-Kultur auf Nordghana beschränkt. Das zentrale Waldland Ghanas, so nahm man bis 2010 an, war dagegen bis vor 800 Jahren kaum besiedelt. Inzwischen ließ sich jedoch zeigen, dass bereits in den ersten Jahrhunderten n. Chr. Siedlungen bestanden.

## Vorkoloniale Reiche und Völker auf dem Gebiet des heutigen Ghana

### Die großen Reiche im Norden
Die frühesten Reichsgründungen auf ghanaischem Gebiet fanden im Norden des Landes statt. Anfang des 15. Jahrhunderts gründeten die Dagomba ein mächtiges Königreich (siehe Königtum Dagomba), später die Mamprusi und im 16. Jahrhundert die Gonja. Alle diese Reiche waren von den Mossi des heutigen Burkina Faso kulturell beeinflusst und stützten ihre Macht auf Reiterheere, die in Bewaffnung und leichter Rüstung an europäische Ritter erinnerten. Diese Reiterheere fanden ihre Grenzen an den tropischen Bedingungen des Waldlandes in Zentralghana, wo beispielsweise die Verbreitung der Tse-Tse-Fliege Großvieh- und damit Pferdehaltung unmöglich machte. Die Reiche des Nordens wurden früh islamisiert, behielten aber weite Teile ihres traditionellen Glaubens bei.

### Die Akanstaaten des Waldlandes von Zentralghana
Das Waldland Zentralghanas war bis etwa 1200 kaum besiedelt. Vermutlich ab dem 13. Jahrhundert setzte eine gewisse Wanderungsbewegung von Norden kommend in dieses Gebiet ein. Die Akanvölker wanderten in ihr heutiges Siedlungsgebiet in Zentralghana. Diese Wanderungsbewegung verstärkte sich erst Ende des 15./Anfang des 16. Jahrhunderts, als die Einfuhr von (Feld-)Früchten wie Bananen, Hirse oder Kassawa (Maniok) aus Südostasien beziehungsweise Amerika eine intensivere Besiedelung dieses Regenwaldgebietes ermöglichte. Die Akanvölker begannen sich nun in kleineren politischen Einheiten zu organisieren. Eines der ersten historisch belegten Königreiche der noch zersplitterten Akanvölker war das Königreich Bono. Später, im 17. Jahrhundert, beherrschten die Denkyra weite Teile Zentralghanas. Ihre Macht wurde durch das 1695 gegründete Königreich der Aschanti gebrochen, dessen zügiger Aufstieg die Zersplitterung der Akanstaaten beendete und zur Entstehung einer regionalen Großmacht führte, die bald in Konflikt mit den an Einfluss gewinnenden Europäern geriet.

### Die Völker des Südens
Im Süden Ghanas lebten im 15. und 16. Jahrhundert bereits die Völkerschaften, die auch heute dort siedeln: die Fanti, Nzema, Ga, Ewe und andere. Keines dieser Völker hatte sich zu diesem Zeitpunkt jedoch in größeren, zentralisierten Staaten organisiert. Die Ewe etwa lieferten in ihren Herkunftsmythen sogar eine Art ideologische Begründung für ihre Abneigung gegen größere politische Einheiten. Nach ihren mündlichen Traditionen waren ihre Vorfahren aus dem Osten vor einem tyrannischen Herrscher geflohen.
Als die ersten Europäer die ghanaische Küste erreichten, trafen sie daher auf eine Vielzahl kleiner Häuptlingstümer.

## Erste Kontakte mit Europäern: 1471 bis 1800

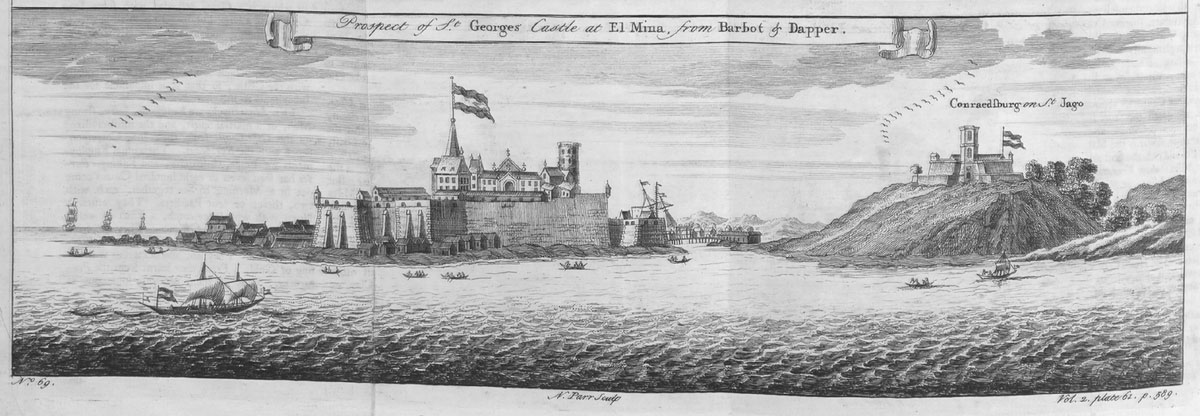
Die beiden Forts von Elmina in historischer Darstellung

Die Bewohner der Küste des heutigen Ghana hatten bereits sehr früh und intensiv Kontakt mit europäischen Händlern und Soldaten. Die Portugiesen waren die ersten Europäer, die 1471 die so genannte Goldküste erreichten. Bereits 1482 erhielten sie die Erlaubnis einheimischer Herrscher, einen befestigten Stützpunkt, das Fort São Jorge da Mina im heutigen Elmina zu errichten. Den Portugiesen folgten bald andere Europäer: Schweden, Dänen, Niederländer, Briten, Brandenburger und Franzosen trieben Handel mit den Bewohnern der Küste, errichteten Festungen und bekriegten sich häufig untereinander. An keinem Küstenabschnitt Afrikas findet sich eine derartige Dichte europäischer Forts wie an der Küste Ghanas. Oftmals wurden diese Festungen europäischer Mächte in Sichtweite voneinander errichtet. Die Festungen waren in erster Linie Handelsstützpunkte und nicht Ausgangspunkte kolonialer Eroberungen. Üblicherweise waren sie auch nicht Eigentum europäischer Mächte, sondern über einen Pachtvertrag von afrikanischen Mächten erworbene Plätze. Die Europäer interessierten sich für Gold und Gewürze des Landes, ab dem 17. Jahrhundert zunehmend für Sklaven, die im atlantischen Dreieckshandel nach Amerika verkauft wurden. Die Afrikaner erhielten im Austausch Gewehre, Munition und Stoffe. Die europäischen Seefahrer und Händler waren auf die Kooperation der Einheimischen angewiesen, und der Handel zwischen Europäern und Afrikanern lief auf einer gleichberechtigten Basis ab. Auch die Sklaven wurden von Afrikanern (häufig von mächtigen afrikanischen Kaufleuten oder „Handelsprinzen“ wie etwa dem so genannten Jan Conny) an die Europäer verkauft und waren nicht das Ergebnis europäischer Überfälle auf die Küste. Diese frühe Phase des Kontaktes mit den Europäern muss deutlich von der späteren kolonialen Unterwerfung unterschieden werden. Als Ergebnis dieser Kontakte finden sich übrigens heute an der Küste Ghanas viele hellhäutige Menschen und englische, holländische, portugiesische, dänische oder französische Nachnamen wie da Costa, Hayford, Lemaire, Vroom oder Simpson sind keine Seltenheit.
Um 1800 hatten sich die Briten und die Niederländer gegen die übrige europäische Konkurrenz durchgesetzt, das Kräfteverhältnis zwischen Afrikanern und Europäern und damit der Charakter des europäisch-afrikanischen Austausches begann sich zu wandeln.

## Zeit des Aschantireiches

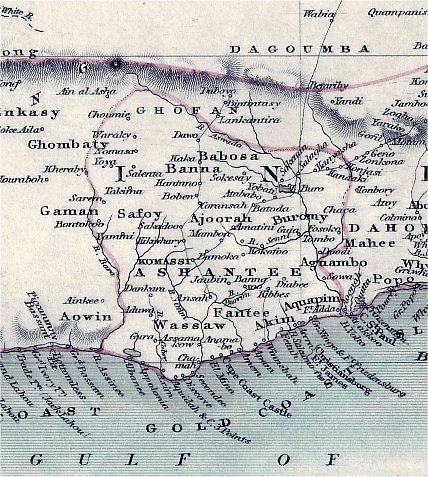
Das Aschantireich auf dem Höhepunkt seiner Macht Mitte des 19. Jahrhunderts

1695 waren die zersplitterten Aschanti-Fürstentümer unter dem ersten Asantehene Osei Tutu erstmals vereinigt. 1699 begann der Aufstieg des Reiches zur regionalen Großmacht, als es den Aschanti gelang, sich in einem zweijährigen Krieg von der Tributpflicht für das Reich der Denkyra zu befreien und verschiedene bisher unter der Herrschaft der Denkyra stehende Gebiete zu erobern. Als wichtigste Kriegsbeute gelangte dabei der Pachtvertrag für die Forts von Elmina in die Hände der Aschanti, die damit die Möglichkeit des direkten Handels mit Europäern, nämlich mit den Niederländern, hatten. 1744 eroberten die Aschanti das mächtige Königreich der Dagomba in Nordghana und dehnten ihre Macht über nahezu das gesamte Staatsgebiet des heutigen Ghana mit Ausnahme eines schmalen Küstenstreifens aus. Grundlage der Macht der Aschanti-Föderation waren sicherlich der Goldreichtum des Aschantilandes und ihre hervorragende militärische Organisation, die durch von den Europäern erworbene Schusswaffen verstärkt wurde. Hinzu kam aber auch die innere Stärke des Reiches, deren Basis eine Staatsideologie war, die unter Osei Tutu und dem Priester Okomfo Anokie bereits Ende des 17. Jahrhunderts geschaffen wurde: Der Glaube an die Macht des so genannten Goldenen Stuhls, der den Geist aller Aschanti verkörperte. In verschiedenen Schritten hatte das Reich zudem eine geradezu modern anmutende innere Organisation erhalten, mit einer Art Berufsbeamtentum und einer Verwaltung, die sich unter anderem auf schriftkundige Muslime aus dem Norden stützte. 1814–16 besiegte der Asantehene Osei Bonsu im Aschanti-Akim-Akwapim-Krieg die vereinigten Akim und Akwapim, und die Briten mussten die Oberhoheit Aschanti über die gesamte Südküste des heutigen Ghanas außerhalb des direkten Gebietes ihrer Forts anerkennen. Ein Versuch des britischen Gouverneurs McCarthy, die Macht der Aschanti zu brechen, endete 1824 in einer verheerenden Niederlage. Sein Heer wurde vernichtend geschlagen, und er beging Selbstmord, um den Aschanti nicht in die Hände zu fallen. Das Aschantireich war auf dem Höhepunkt seiner Macht. Es umfasste ein Gebiet, das über das heutige Staatsgebiet von Ghana hinausging, und verschiedene Vasallenstaaten mussten den Aschanti jährlich eine bestimmte Anzahl Sklaven als Tribut liefern.
Der Rest des 19. Jahrhunderts ist von verschiedenen Kriegen und Feldzügen zwischen Aschanti und Briten geprägt, in denen die Aschanti die Briten mehrfach vernichtend schlugen. 1874 wendete sich das Blatt, britische Truppen unter Sir Garnet Wolseley eroberten Kumasi, die Hauptstadt der Aschanti, plünderten die Stadt und steckten sie in Brand. Im Vertrag von Fomena mussten die Aschanti auf alle ihre Rechte an der Küste verzichteten; der Sklavenhandel, ehemals die Haupteinnahmequelle der Aschanti, wurde für illegal erklärt.
Damit war der Weg frei für eine Festigung der britischen Macht an der Goldküste.

## Britische Herrschaft

### Der Weg zur Kolonialherrschaft: 1821 bis 1900

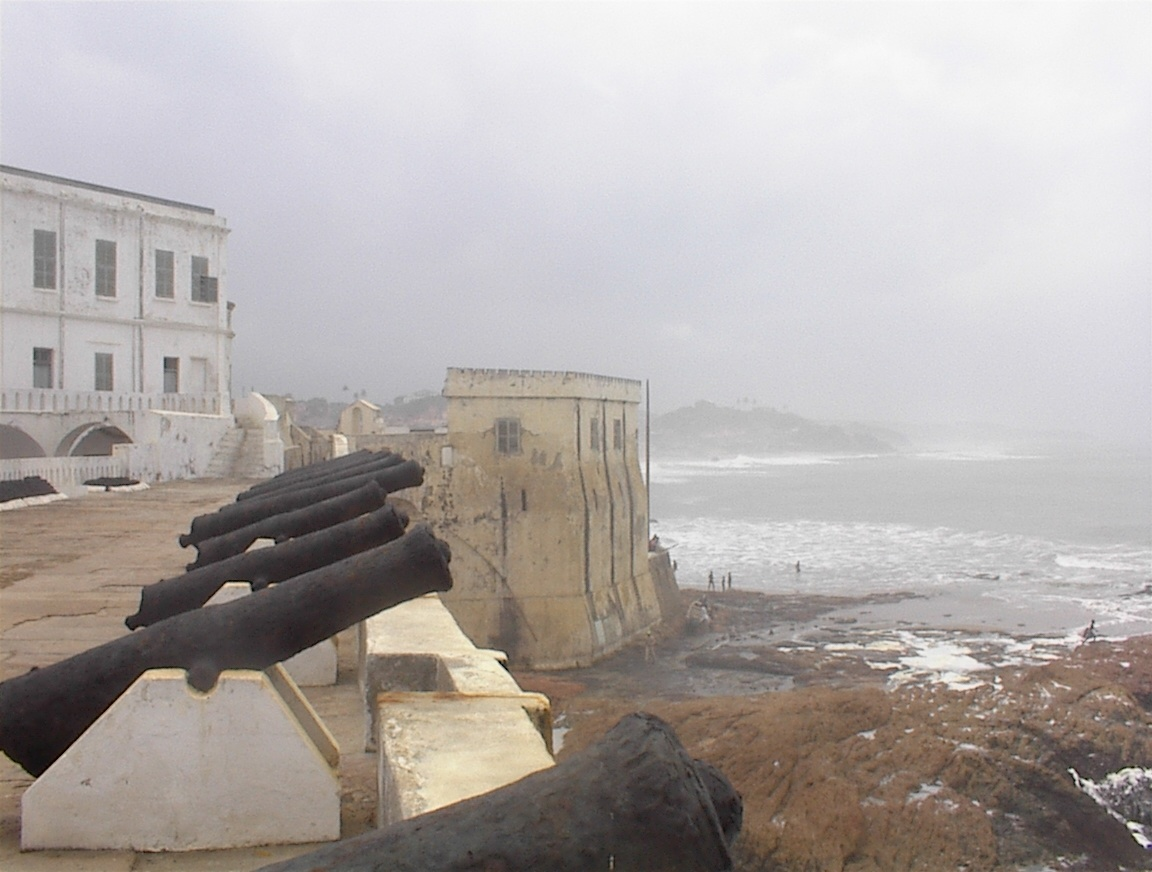
Kanonen von Cape Coast Castle, ehemals Sitz des britischen Gouverneurs

Zu Beginn des 19. Jahrhunderts waren nur noch drei europäische Mächte mit befestigten Handelsposten an der Goldküste vertreten: Briten, Niederländer und Dänen. Diese europäischen Forts wurden jeweils von privaten, staatlich privilegierten Handelsgesellschaften verwaltet. 1821, nach mehrmaligem vergeblichem Drängen von Kaufleuten und Siedlern, übernahm das Kolonialamt („Colonial Office“) in London die Kontrolle über die britischen Festungen, überließ aber ab 1828 einem Rat der britischen Kaufleute vor Ort die Verwaltung der Forts und seiner Bewohner. Präsident dieses Rates war ab 1829 George Maclean, der bis zu seinem Tod 1847 dafür sorgte, dass die britische Einflusssphäre an der Goldküste weit über die Forts hinaus einen rund 40 Kilometer breiten Küstenstreifen umfasste. In diesem Gebiet galt weitgehend britisches Recht, und die Briten traten als Schlichter bei Streitigkeiten zwischen einheimischen Herrschern auf. Die zunehmende Konkurrenz mit dem aufstrebenden Aschantireich und die Bündnisverpflichtungen den mit den Briten verbündeten Fanti gegenüber führten in den folgenden Jahrzehnten zu einer verstärkten militärischen Präsenz der Briten. 1842 übernahm England die direkte Kontrolle über dieses Gebiet und setzte einen Gouverneur mit Sitz in Cape Coast Castle ein. 1844 schloss dieser mit den Fanti den so genannten Bund von 1844, in dem die Fanti weitgehend die faktische Geltung britischen Rechts in ihrem Gebiet anerkannten. 1850 kauften die Briten den Dänen ihre noch verbliebenen Forts an der Goldküste ab und führten kurz darauf eine Kopfsteuer in ihrem Machtbereich ein. 1868 einigten sich Briten und Niederländer auf einen Austausch verschiedener Forts zwecks Verwaltungsvereinfachung. Die Niederländer hatten jedoch aufgrund einheimischen Widerstands erhebliche Probleme, die Gewalt in ihren neu erworbenen Besitzungen zu übernehmen (siehe zum Beispiel Dixcove). 1872 gaben die Niederländer auf und verkauften ihre letzten Festungen an der Goldküste an die Briten, die damit keine europäische Konkurrenz an dieser Küste mehr hatten. Etwa gleichzeitig versuchten die traditionellen Oberhäupter und die „(westlich) gebildete Elite“ der Fanti im Kernland der britischen Einflusszone einen eigenständigen Staat nach europäischem Vorbild zu errichten. Diese so genannte Fantiföderation bestand von 1868 bis 1873, scheiterte jedoch an inneren Streitigkeiten und dem Boykott durch die Briten.

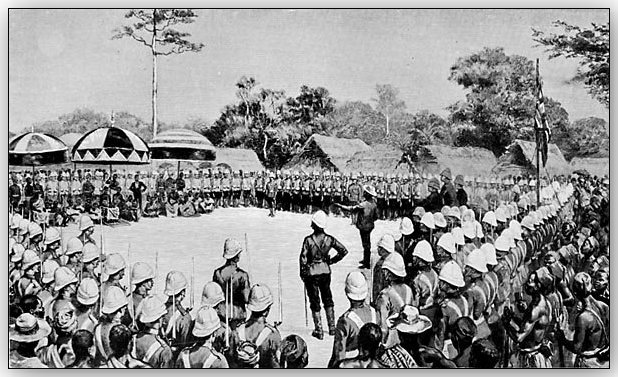
Verhandlungen des Asantehene Prempeh I mit britischem General

1874 kam es zu einem erneuten Krieg mit den Aschanti. Auslöser waren die Pachtzahlungen, die die Aschanti für die nun britischen Forts von Elmina von den Briten forderten. Die Briten schlugen die Aschanti, zwangen sie, im erwähnten Vertrag von Fomena ihre Hoheit über nahezu ganz Südghana anzuerkennen, und hatten damit die letzte Macht in der Region besiegt, die ihnen noch Widerstand geleistet hatte.
1874 wurde Südghana zur Kronkolonie Goldküste erklärt.
1896 schließlich zwangen die Briten den Aschanti militärisch die Anerkennung ihrer Herrschaft über das Aschantiland als „Protektorat“ auf und verschleppten den regierenden Asantehene auf die Seychellen. Unter Führung der Königinmutter von Edweso, eines Aschanti-Teilstaates, unternahmen die Aschanti 1900 einen letzten militärisch geführten Aufstand, den die Briten nur mit Mühe und unter Einsatz von Truppen aus Übersee unter Kontrolle brachten. Im selben Jahr übernahmen die Briten (nachdem im Samoa-Vertrag die Grenzkonflikte mit der benachbarten deutschen Kolonie Togo geklärt waren) die Kontrolle über Nordghana.

### Britische Herrschaft über die Goldküste 1900 bis 1945

Die Fahne der britischen Kolonie Goldküste

Als Ergebnis des Ersten Weltkrieges wurde die den Briten 1919 als Völkerbund-Mandatsgebiet überlassene westliche Hälfte des ehemaligen Deutsch-Togo als Britisch-Togoland ebenfalls Teil der Britischen Goldküste.
Innerhalb der Goldküste wurde zudem unterschieden zwischen der Kronkolonie, dem Protektorat Aschantiland und den Nördlichen Territorien. Die Form der kolonialen Machtausübung innerhalb dieser drei Gebiete war sehr unterschiedlich. In der „Kronkolonie“ war den Einheimischen in Maßen eine politische Betätigung im modernen Wortsinn möglich: Politische Vereinigungen konnten sich ohne Genehmigung durch die Briten bilden und es gab weitgehende Pressefreiheit. Englisches Recht war gültig, und Rechtsanwälte waren in der Lage, Auswüchse der Kolonialherrschaft zu bekämpfen. Hier gab es zudem aufgrund des längeren britischen Einflusses eine große Anzahl westlich gebildeter Afrikaner, die mit der Kolonialverwaltung kooperierten und diese auch in Ansätzen kontrollierten. Im „Protektorat“ dagegen bemühten sich die Briten bis in die 1920er Jahre hinein um die Zerstörung des Aschanti-Imperialismus und seiner verbliebenen Traditionen. Rechtsanwälten war die Ausübung ihres Berufes verboten; politische Vereinigungen mussten sich als kulturelle oder soziale Vereinigungen tarnen. Die „Northern Territories“ wiederum waren in die späteren politischen Reformversuche innerhalb der Goldküste gar nicht eingebunden. Sie hatten beispielsweise keine Stimme im gesetzgebenden Rat der so genannten Burnsverfassung, über die in den 1940er Jahren eine rudimentäre Form der Vertretung Einheimischer in der Regierung der Kolonie erreicht werden sollte. Gouverneur Gordon Guggisberg versuchte im Aschantigebiet und in den Nördlichen Territorien in den 1920er Jahren, seine Vorstellungen von Indirect rule (Indirekter Herrschaft) durchzusetzen.

### Der Weg in die Unabhängigkeit: 1945 bis 1951
Dennoch verstärkten sich seit dem Zweiten Weltkrieg Bestrebungen zur langfristigen Unabhängigkeit der Goldküste. 65.000 Ghanaer hatten auf britischer Seite im Zweiten Weltkrieg im Namen von „Freiheit und Demokratie“ gekämpft und forderten das nun auch für ihre Heimat. Viele Posten waren für Weiße reserviert und gebildeten Ghanaern versperrt. 1946 trat eine neue Verfassung, die Burns-Constitution, für die Goldküste in Kraft, die erstmals in einer britischen Kolonie in Afrika eine einheimische Majorität in einem gesetzgebenden Rat festlegte. Allerdings wurden die Vertreter in diesem Rat überwiegend von den traditionellen Häuptlingen bestimmt, und die nördlichen Territorien blieben ohne Vertretung. Einen Wendepunkt in der allgemeinen Stimmung stellten schließlich die so genannten Accra-Riots (deutsch Accra-Unruhen) von 1948 dar. Eine friedliche Demonstration ehemaliger Verwaltungsangestellter endete mit dem Tod mehrerer Demonstranten durch Polizeikugeln. Dies führte zu Ausschreitungen in Accra und verschiedenen anderen Städten. Insgesamt starben bei den Protesten 29 Menschen. Forderungen nach baldiger Unabhängigkeit des Landes waren so populär wie nie zuvor. Im Gefolge dieser Unruhen wurde der spätere erste Präsident Ghanas, Kwame Nkrumah, landesweit bekannt. Seine 1947 gegründete damalige Partei, die United Gold Coast Convention (UGCC), vervielfachte ihre Mitgliederzahl. Ein Gremium, dem überwiegend traditionelle Chiefs und die Anführer der UGCC angehörten, sollte nun eine neue Verfassung ausarbeiten, um den Unwillen der Bevölkerung aufzufangen. Nkrumah gehörte diesem Gremium trotz seiner großen Popularität nicht an. 1949 gründete er seine eigene Partei, die Convention People’s Party mit dem Hauptprogrammpunkt „self-government now!“. Die Kolonialverwaltung ging mit Repressalien gegen Anhänger der neuen Partei vor. 1950 rief der Gewerkschaftsverband Trades Union Congress of Ghana, damals ein integraler Bestandteil der CPP, den Generalstreik aus. Die Kolonialregierung erklärte den Ausnahmezustand, ließ Nkrumah verhaften und zu drei Jahren Gefängnis verurteilen. 1951 fanden die ersten Wahlen nach den Regeln der unmittelbar zuvor in Kraft gesetzten Verfassung statt. Nkrumahs CPP errang überall dort, wo direkt gewählt werden durfte, einen überwältigenden Wahlsieg, und Nkrumah erhielt selbst ein Mandat. Gouverneur Charles Arden-Clarke akzeptierte den so eindeutig ausgesprochenen Volkswillen, befahl, Nkrumah aus dem Gefängnis zu entlassen, und bot ihm das Amt eines „Führers der Regierungsgeschäfte“ an.

### Der Weg in die Unabhängigkeit: 1951 bis 1956

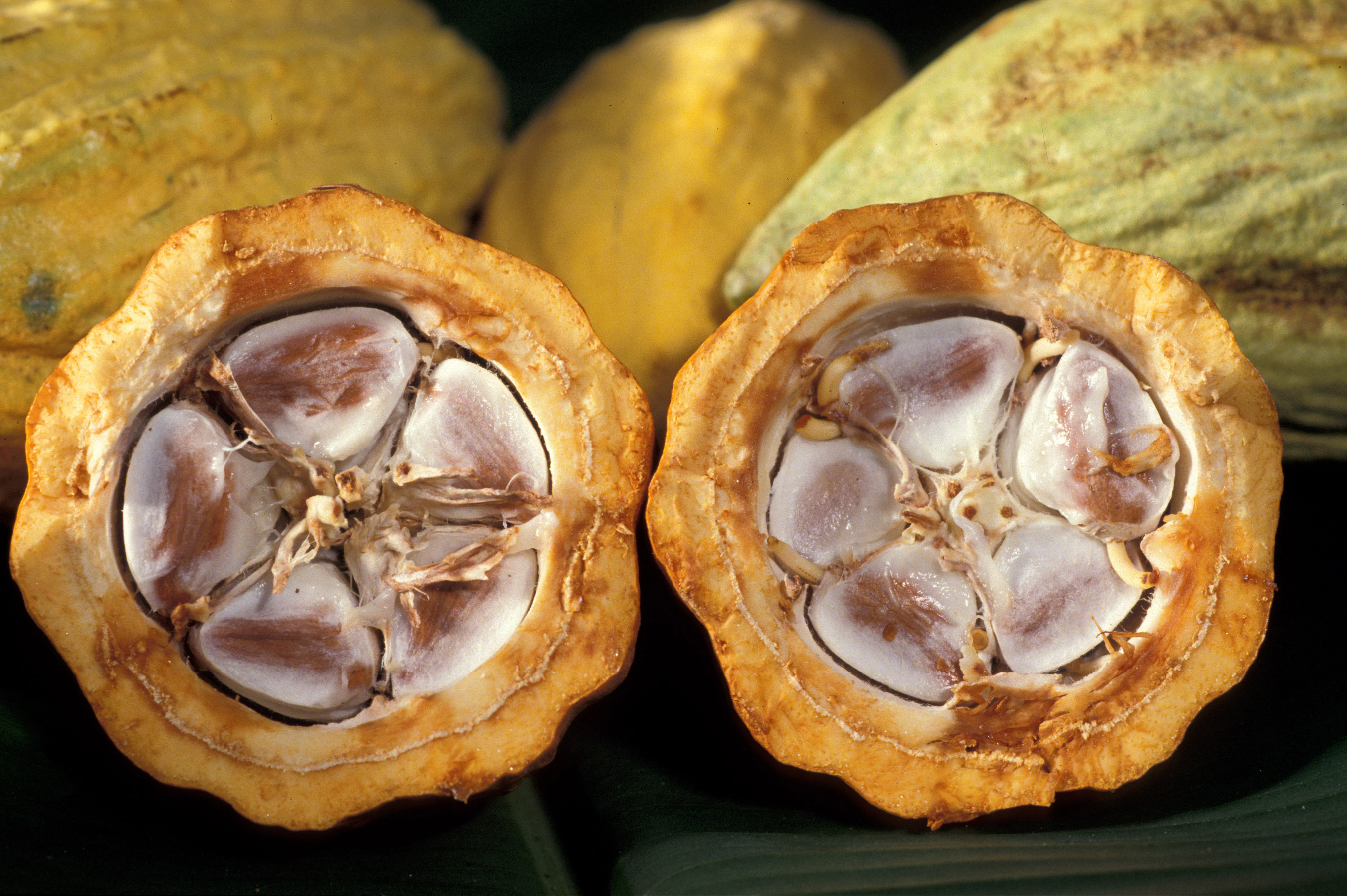
Aufgeschnittene Kakaobohne, Grundlage des Booms der 50er Jahre in Ghana

1951 bis 1956 (zwei Wahlperioden) hatte die Goldküste nun eine Regierung der CPP unter Führung Nkrumahs bei noch bestehender britischer Herrschaft. Begünstigt von gefüllten Kassen aufgrund der enorm gestiegenen Kakaopreise auf dem Weltmarkt, aber auch einer konsequenten Infrastrukturpolitik, erlebte Ghana in dieser Phase nie gekannte Fortschritte: Eine asphaltierte Straße zwischen Accra und Sekondi-Takoradi und andere wichtige Strecken innerhalb des Landes wurden gebaut und Eisenbahnstrecken begonnen. Der Ausbau des Tiefseehafens von Takoradi ging zügig voran, ein neuer Tiefseehafenbau bei Tema wurde begonnen. Durch Maßnahmen gegen eine grassierende Kakaokrankheit und ein neues Aufkaufsystem zu Festpreisen erlebte der Kakaoanbau einen enormen Aufschwung. Große Fortschritte waren zu verzeichnen in der Gesundheits- und Bildungsinfrastruktur. Die Reservierung von Jobs für Europäer wurde aufgehoben, und die Zahl der „gehobenen Posten“, die Afrikaner innehatten, stieg von 171 im Jahr 1949 auf 3000 im Jahr 1957. 1954 trat eine neue Verfassung in Kraft, mit einer Volksvertretung, deren Mitglieder durchweg direkt gewählt wurden. Nkrumah erhielt den Titel eines Premierministers. Das Frauenwahlrecht wurde 1955 eingeführt. Begleitet wurden diese eindeutigen Fortschritte allerdings von zunehmender Korruption und ersten diktatorischen Tendenzen im Verhalten Kwame Nkrumahs, der etliche seiner bis dahin wichtigsten Weggefährten aus der CPP ausschließen ließ.
Im Aschantigebiet formierte sich aus Kreisen ehemaliger CPP-Anhänger eine neue regionale Partei, das National Liberation Movement (NLM). Es kam zu Gewalttätigkeiten zwischen Anhängern beider Parteien. Der britische Staatssekretär für die Kolonien verlangte daher Neuwahlen vor der Entlassung des Landes in die Unabhängigkeit. Wider Erwarten gewann Nkrumahs CPP bei diesen Wahlen 1956 die Mehrheit in allen Landesteilen – bis auf das Aschantigebiet, wo seine Partei jedoch immerhin ein Drittel der Stimmen erhielt. Im selben Jahr entschied sich die Bevölkerung Britisch-Togolands in einem Referendum für die Zugehörigkeit zu einem neu zu bildenden Staat Ghana.
Am 6. März 1957 endete die Kolonialgeschichte der Goldküste mit der Unabhängigkeit Ghanas.

## Unabhängiges Ghana

### Die Ära Nkrumah

#### 1957–1960: Konsolidierung der Macht und internationale Erfolge

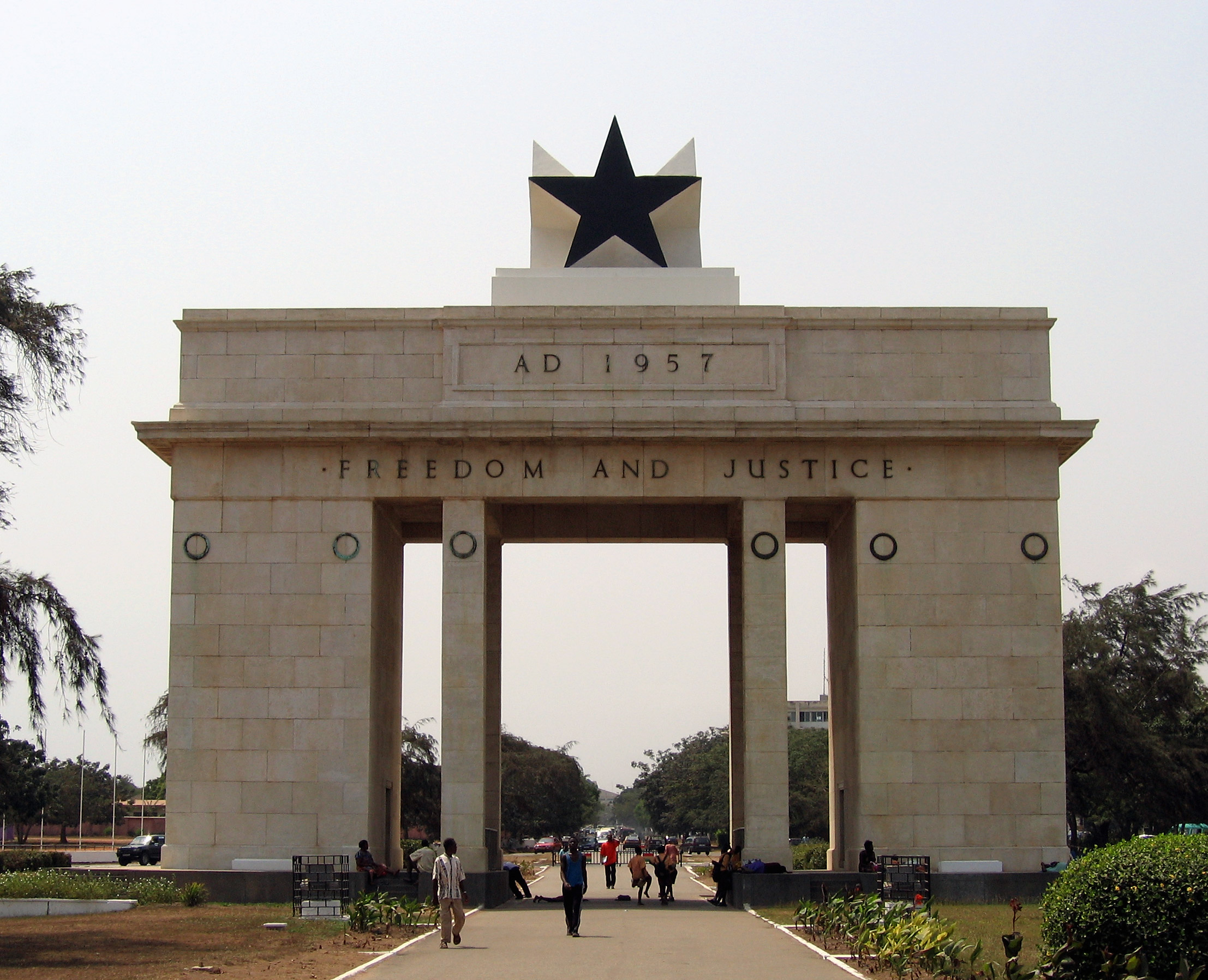
Unabhängigkeitsbogen in Accra

Als Ghana am 6. März 1957 als erste ehemalige Kolonie Subsahara-Afrikas seine Unabhängigkeit erklärte, brachte es dafür bessere Voraussetzungen mit als die meisten anderen, später entstehenden Staaten des Kontinents. Hier gab es eine vergleichsweise breite, westlich gebildete Schicht, ergiebige Goldbergwerke im Aschantiland, einen devisenträchtigen, exportorientierten Zweig der Landwirtschaft und beträchtliche Devisenreserven aus den vorangegangenen Jahren des Kakaobooms.
Allerdings war die Struktur der ghanaischen Wirtschaft noch kolonial geprägt; fremdes Kapital beherrschte den Bergbau, das Bankwesen und den Handel. Bis 1960 betrieb der erklärte Sozialist Kwame Nkrumah dennoch eine liberale Wirtschaftspolitik, gewährte ausländischen Investoren Steuernachlässe und ermöglichte ihnen Gewinntransfers, um zusätzliches Kapital für seine ehrgeizige Industrialisierungspolitik anzuziehen. Im Zentrum der Industrialisierungspläne stand das Volta River Project, also der Bau des Akosombo-Staudammes, der Ghanas zukünftige Industrie mit Strom versorgen und das Land zum Stromexporteur machen sollte. Dieses Projekt war nur mit US-amerikanischem Kapital und Krediten zu verwirklichen. Dazu war eine westlich orientierte Wirtschaftspolitik notwendig. Der Aufbau des Landes ging insbesondere im Bereich der Bildung voran, Schulen wurden gebaut und zwei Universitäten gegründet.
Innenpolitisch wandte sich Nkrumah mit zunehmend diktatorischen Mitteln gegen den Regionalismus der Aschanti und den Ewe-Nationalismus in der Volta Region, die nicht nur den Zusammenhalt des Staates, sondern auch seine persönliche Macht bedrohten. Ein 1957 erlassenes Gesetz gegen Tribalismus („Stammestum“) ermöglichte es ihm, nach Gutdünken Regionalpolitiker abzusetzen. Als sich daraufhin verschiedene regionale Oppositionsparteien zur United Party vereinten, erließ er ein Gesetz, nach dem Personen, die die Sicherheit des Staates bedrohten, ohne Prozess festgenommen werden konnten. Der Gewerkschaftsdachverband Trade Union Congress und der Rat der Farmer Ghanas (United Ghana Farmers Council) verloren ihre Eigenständigkeit und wurden der Nkrumah-Partei CPP angegliedert.
Auf internationaler Ebene versuchte Nkrumah sein Konzept des Panafrikanismus voranzubringen. Er war überzeugt, dass die Unabhängigkeit Ghanas bedeutungslos ist, solange sie nicht mit der totalen Befreiung des afrikanischen Kontinents verbunden ist. Nur ein vereinigtes Afrika würde dem Schicksal entgehen, zum Spielball fremder Kräfte zu werden. Ende der fünfziger Jahre führte er verschiedene internationale Kongresse in Accra durch, die tatsächlich große Bedeutung für die Befreiungsbewegungen des afrikanischen Kontinents und den Prozess seiner Entkolonialisierung hatten. Nkrumah und mit ihm Ghana befanden sich 1960 auf einem Höhepunkt internationaler Anerkennung.

#### Republik, sozialistische Wende und Diktatur: 1960 bis 1966
Juli 1960 wurde Ghana zur Republik erklärt und Kwame Nkrumah Präsident (statt Premierminister) mit nahezu diktatorischen Vollmachten. Verhaftungen ohne Gerichtsurteile auf der Grundlage des erwähnten Gesetzes zur Staatssicherheit nahmen erheblich zu. Die ehemaligen Pfadfinder Ghanas wurden zur „Nkrumah-Jugend“ und zur Speerspitze eines Spitzelsystems umfunktioniert. Mehrere erfolglose Attentate wurden auf Nkrumah verübt.
Wirtschaftlich vollzog das Land nun eine Wende zu einer sozialistischen Orientierung. Verschiedene Bergbaugesellschaften wurden verstaatlicht, ausländische Firmen staatlicher Kontrolle unterworfen. Tatsächlich hatte die liberale Wirtschaftspolitik der 1950er Jahre nicht die erhofften Erfolge erzielt, Gewinne der europäischen Firmen waren aus dem Land heraus geflossen, statt in Ghana investiert zu werden. Gleichzeitig fielen die Kakaopreise auf ein Viertel des Wertes Mitte der 1950er Jahre. Die neuen, staatlich kontrollierten Unternehmen erwiesen sich jedoch zumeist ebenfalls als wenig effektiv, litten unter Kapitalmangel und verführten zu Korruption. Es kam zu erheblichen Versorgungsmängeln im Land. Steuererhöhungen, eine Zwangssparverordnung und die Gängelung durch die korrupte Staatspartei brachten auch die Gewerkschaft gegen Nkrumah auf und führten zu einem Streik der Eisenbahn- und Hafenarbeiter in Takoradi und Kumasi. Die offenkundige Bevorteilung bei der Ausrüstung von Nkrumahs Präsidentengarde, die eine Art Privatarmee bildete, vor der ghanaischen Armee löste auch hier Unzufriedenheit aus. 1965 schließlich starb der angesehene Politiker und Gründer von Nkrumahs alter Partei, Joseph Boakye Danquah in Polizeihaft. Nkrumahs Popularität befand sich auf einem Tiefpunkt. Während eines Besuches Nkrumahs im nordvietnamesischen Hanoi verübten am 24. Februar 1966 einige Polizei- und Armeeoffiziere einen blutigen Putsch und übernahmen die Macht. Nkrumah ging nach Guinea ins Exil und siedelte später nach Rumänien über, wo er 1972 in Bukarest starb.

### Militärherrschaft 1966 bis 1969
Das Gremium der neuen Militärherrscher nannte sich selbst National Liberation Council (Nationaler Befreiungsrat) und trat unter der Führung des Generalleutnants Joseph Arthur Ankrah mit dem Versprechen an, bis zum 1. Oktober 1969 die Macht wieder an eine zivile Regierung abzugeben. Das Regime verzichtete auf Racheakte gegenüber den Mitgliedern der CPP, entließ die politischen Gefangenen der Nkrumah-Ära und stellte die Pressefreiheit wieder her. Untersuchungen der Korruption unter Nkrumah verliefen allerdings zumeist im Sande oder endeten mit der Ausstellung eines „Persilscheins“.
Das Regime hatte einen enormen Schuldenberg geerbt und bemühte sich nun, diesen mit einer strikten Sparpolitik zu reduzieren. Prestigeprojekte wie die Accra-Tema-Autobahn wurden gestoppt, die Zahl der Botschaften im Ausland nahezu halbiert. Zwar wurde auch die Zahl der Ministerien deutlich reduziert, jedoch nicht die Zahl der Spitzenfunktionäre insgesamt. Da diesen gleichzeitig Kontrolleure aus Militär und Polizei zur Seite gestellt wurden, erhöhte sich die Zahl der Stellen im höheren Dienst erheblich. Der Nationale Befreiungsrat vollzog wirtschaftlich und außenpolitisch eine Kehrtwende nach Westen, und der Internationale Währungsfonds erhielt weit reichenden Einfluss auf die nationale Wirtschaftspolitik. Der ghanaische Markt wurde zugunsten großer ausländischer Firmen geöffnet, Privatisierungen von Staatsbetrieben wurden vorgenommen, die im landwirtschaftlichen Bereich vor allem mittleren und großen Betrieben zugutekamen. Gleichzeitig förderten Gesetze eine „Ghanaisierung“ von Klein- und Mittelbetrieben. Obwohl gewisse Steuern auf Grundnahrungsmittel gesenkt wurden, war die Wirtschaftspolitik in weiten Teilen unpopulär. Die Arbeitslosigkeit stieg durch die Entlassungen im öffentlichen Sektor und in den privatisierten Betrieben, Lohnerhöhungen wurden auf fünf Prozent begrenzt und der Cedi abgewertet, was Importgüter erheblich verteuerte. Es kam zu Streiks in den Goldminen und bei den Eisenbahn- und Hafenarbeitern. 1967 versuchten einige junge Offiziere zu putschen. Der Putschversuch endete mit zwei Todesurteilen.
1969 wurde Generalleutnant Ankrah abgesetzt, da auch er unter Korruptionsverdacht geriet (ausländische Firmen hatten ihm die Gründung einer eigenen politischen Partei finanziert), sein Nachfolger als Staatschef wurde Brigadier Akwasi Afrifa. Afrifa hob unmittelbar nach seiner Amtseinsetzung das Verbot parteipolitischer Betätigung auf und setzte einen Termin für freie Wahlen im August 1969 fest, aus denen eine zivile Regierung unter der Führung Kofi Abrefa Busias hervorging.

### Die zweite Republik 1969 bis 1972: Kofi Busia
Von 20 Parteien, die eine Kandidatur für die Wahlen angemeldet hatten, wurden fünf Parteien zugelassen. Eindeutiger Wahlsieger mit 105 von 140 Sitzen im Parlament wurde die Progress Party unter Führung von Kofi Busia, des ehemaligen Führers der Opposition gegen Nkrumah. Auf den zweiten Platz kam die National Alliance of Liberals (NAL) mit 29 Sitzen. Während hinter der Progress Party die konservativen Eliten des Landes standen, war der Führer der NAL ein ehemaliger Minister Nkrumahs, und seine Partei wurde mit der Ära Nkrumah verbunden.
Wirtschaftlich setzte Busia den nationalistischen und wirtschaftsliberalen Kurs des Militärregimes fort. Gewisse ökonomische Bereiche wurden für Ghanaer reserviert, gleichzeitig Importbeschränkungen gelockert. Die Regierung konzentrierte sich durchaus erfolgreich auf die Förderung der ländlichen Gebiete (Elektrifizierungsprojekte und Straßenbau), was in erster Linie aber den größeren Farmern zugutekam. Gleichzeitig nahm sie eine deutliche Verschlechterung der Lebensbedingungen breiter Schichten in den Städten in Kauf. Sinkende Einnahmen aus dem Kakaoexport und steigender Schuldendienst führten zu rigiden Sparmaßnahmen. Ein offiziell gegen ausländische Geschäftemacher gerichtetes Ausländergesetz führte zur Vertreibung einer Million afrikanischer Arbeiter und Kleinhändler unter teilweise unmenschlichen Bedingungen. 600.000 der Betroffenen stammten aus Nigeria – das daraufhin zehn Jahre später Ähnliches mit ghanaischen Gastarbeitern im eigenen Land unternahm. Innenpolitisch war auch Busias Regierung nicht frei von undemokratischer Einflussnahme auf Presse und Justiz. Der nationale Dachverband TUC wurde wegen Gewalttätigkeiten bei Streiks verboten, eine neue Gewerkschaft nicht zugelassen. Ethnische Spannungen und Regionalismus nahmen unter der zivilen Regierung zu und die Korruption wurde erneut zu einem großen Problem.
Im Rahmen der Sparmaßnahmen wurde auch das Budget der Armee drastisch gekürzt, was dort erhebliche Unzufriedenheit auslöste. Die sozialen Folgen einer 42-prozentigen Abwertung des Cedi 1971 gaben schließlich den Ausschlag für einen Militärputsch Anfang 1972, durch den die zweite Republik ihr Ende fand.

### Militärherrschaft 1972–1979: Ignatius Kutu Acheampong und die Zeit des Kalabule
Das Führungsgremium der Putschisten nannte sich National Redemption Council, also etwa „Nationaler Erlösungsrat“, ihr Anführer war Colonel Ignatius Kutu Acheampong. In den ersten drei Jahren des Regimes führte es einige populäre Maßnahmen durch: die Abwertung des Cedi wurde teilweise zurückgenommen, ebenso die Kürzung der Einkommen von Staatsangestellten. Vor allem aber verweigerte das Regime die Rückzahlung der enormen Schuldenlast des Landes an internationale Gläubiger. Begünstigt durch hohe Gold- und Kakaopreise und erfolgreiche Kampagnen wie Feed yourself („Ernähre dich selbst“) und Feed your industry („Versorge deine Industrie“) kam es zu einer wirtschaftlichen Erholung. Politisch wurde Nkrumah rehabilitiert, und nach seinem Tod 1972 in Bukarest erhielt er ein Staatsbegräbnis in Ghana.
Mitte der 1970er Jahre wendete sich das Blatt. Während die Kakaopreise fielen, stieg der Ölpreis. Hinzu kamen mehrere Jahre, in denen die Landwirtschaft unter ungünstigen Wetterverhältnissen litt. Ghana brauchte frische Kredite und musste seine Politik der Schuldzahlungsverweigerung aufgeben. Das Regime begann, Banknoten in großen Mengen zu drucken; die Inflation erreichte Spitzenwerte bis 200 Prozent. Maßnahmen zur Preisregulierung bewirkten nur, dass viele Güter des täglichen Lebens und Ersatzteile aller Art knapp wurden und aus dem offiziellen Wirtschaftskreislauf verschwanden. Günstlinge des Regimes erhielten Importlizenzen – aufgrund der Differenz zwischen offiziellem und Schwarzmarktkurs des Cedi gewissermaßen eine Lizenz zum Gelddrucken: Billig (zum offiziellen Cedikurs) eingekaufte Waren wurden zu Schwarzmarktpreisen verkauft. Die Korruption erreichte nie gekannte Ausmaße. In Ghana ist diese Phase als Zeit des Kalabule bekannt, als Zeit des Schwarzmarktes und der Korruption. In einigen Gebieten des Landes erreichte die Unterversorgung das Ausmaß einer Hungersnot. Acheampong maßte sich diktatorische Gewalt an, ernannte sich selbst zum General und inhaftierte eine große Zahl seiner Gegner. Mehrere Putschversuche scheiterten. Inmitten des allgemeinen Niederganges versuchte er, seine politische Idee einer Unionsregierung per Referendum durchzusetzen. Diese Idee bestand in einer „gemeinsamen“ Regierung von Militär, Polizei und Zivilisten, die im Kern das Militärregime verewigt hätte. 1978 kam es aufgrund des großen Drucks aus der Bevölkerung zu einem Palastputsch jüngerer Offiziere, die den bisherigen Stellvertreter Acheampongs, Fred Akuffo, an seiner Stelle als Oberhaupt des Militärrates einsetzten.
Das Parteienverbot wurde aufgehoben, eine neue Verfassung beschlossen und allmählich Militärs in der Regierung durch Zivilisten ersetzt. Im Juni 1979 sollten Wahlen abgehalten werden.

### 1979–1981: Zwischenspiel Rawlings, Zwischenspiel Limann
Unmittelbar vor den Wahlen, am 4. Juni 1979, putschten sich junge Offiziere unter Führung des Fliegerleutnants Jerry Rawlings an die Macht. Sie verkündigten die Absicht, Ghanas politische wie wirtschaftliche Elite von korrupten Mitgliedern zu „reinigen“, um so der neuen Zivilregierung eine bessere Ausgangslage zu verschaffen. Acheampong, Akuffo, Afrifa und andere führende Köpfe des alten Regimes wurden öffentlich hingerichtet. Zur allgemeinen Überraschung wurden nicht nur die Wahlen im Juli 1979 planmäßig durchgeführt, sondern das Militär kehrte auch im September desselben Jahres wieder in die Kasernen zurück und übergab die Macht an den neu gewählten Präsidenten.
Dieser Präsident war Hilla Limann von der People’s National Party, die 62 Prozent der Stimmen erhalten hatte und sich in der Tradition von Nkrumahs alter Partei sah. Da sich die neue Regierung durch die außerordentliche Popularität des Ex-Putschisten Jerry Rawlings bedroht sah, schickte er ihn in Pension. Rawlings engagierte sich nun zunehmend als Politiker und Interviewpartner ausländischer Zeitungen. Obwohl Limann selbst frei von Korruptionsverdacht war, gelang es ihm nicht, wirksame Maßnahmen gegen Korruption und Schattenwirtschaft durchzusetzen. Auch seine Wirtschaftspolitik zeigte keine positiven Effekte, die Lage blieb katastrophal. Nach knapp zwei Jahren Zivilregierung übernahm 1981 Jerry Rawlings erneut die Macht.

### Die Ära Rawlings 1981 bis 2001
Rawlings erließ ein Parteienverbot, hob die Verfassung auf und stellte sich an die Spitze eines „Provisorischen Nationalen Verteidigungsrates“. In seinen ersten Regierungsjahren setzte er bei seinem Kampf gegen Korruption und Schmuggel auf die Mobilisierung breiter Schichten des Volkes und schien eine eindeutig sozialistisch ausgerichtete Politik zu verfolgen. Basiskomitees und Volksgerichte wurden eingerichtet. Politiker und Unternehmer, die durch Korruption reich geworden waren, ließ er anklagen und enteignen. „Volksläden“ sollten die Versorgung der Bevölkerung sicherstellen. Anfangs war ihm damit der Beifall der Massen sicher. Der wirtschaftliche Erfolg stellte sich jedoch nicht ein, und gegen Auswüchse des von ihm selbst geschaffenen Systems griff er auch zu wenig populären Disziplinierungsmaßnahmen. Mehrere erfolglose Anschläge wurden auf ihn verübt. Der mit Burkina Fasos Militärmachthaber Thomas Sankara 1985 vereinbarte Zusammenschluss Burkinas Fasos mit Ghana scheiterte jedoch 1987 an der Ermordung Sankaras.
Ab 1983 vollzog Rawlings angesichts einer katastrophalen Wirtschaftslage, die durch eine Dürreperiode und die Vertreibung hunderttausender ghanaischer Gastarbeiter aus Nigeria verschärft wurde, eine drastische Kehrtwendung. Sätze wie „Revolutionäre Aktivitäten sind kein Ersatz für produktive Arbeit“ zeigten die neue Linie. Wie andere vor ihm sah er keine Alternative zur Zusammenarbeit mit der Weltbank und dem IWF und deren Konzept der Strukturanpassungsmaßnahmen. Unter dem Namen Economic Recovery Programm (Ökonomisches Erholungsprogramm) erfolgten Preiserhöhungen, Lohnstopp, die Abwertung des Cedi, Schließung oder Privatisierung unproduktiver Staatsbetriebe und eine strikte Sparpolitik. Diese Maßnahmen brachten erhebliche Härten für die Bevölkerung mit sich, die Rawlings nur kraft seiner diktatorischen Gewalt durchsetzen konnte. Die Kinderarbeit nahm zu, der Schulbesuch ab. Widerstand gegen seine Politik ließ er nicht zu, Oppositionelle wurden eingeschüchtert. Erstaunlicherweise war seine Popularität dennoch deutlich größer als die des „Provisorischen Nationalen Verteidigungsrates“.
Anfang der 1990er Jahre zeigten sich die Erfolge dieser Maßnahmen. Die Inflation war deutlich zurückgegangen, und zumindest die Lage der ländlichen Bevölkerung hatte sich gebessert. Um den zunehmenden Druck zur Demokratisierung aufzufangen, ließ er 1992 Präsidentenwahlen abhalten, die er mit deutlichem Vorsprung vor seinen Hauptkonkurrenten Albert Adu Boahen und Hilla Limann gewann. Zuvor wurde ein Mehrparteiensystem geschaffen. Unabhängige Beobachter beschrieben diese Wahlen als relativ fair, aber natürlich hatte er den gesamten Regierungsapparat zu seiner Unterstützung bereit.
Da die wichtigsten Oppositionsparteien die anschließenden Parlamentswahlen boykottierten, blieb Ghana trotz Wahlen praktisch ein Ein-Parteien-Staat. Wichtigste demokratische Errungenschaft dieser Phase war eine relativ große Pressefreiheit. Die wirtschaftliche Erholung setzte sich fort, allerdings ohne dass es zu einer entscheidenden Verbesserung der Lebensbedingungen breiter Schichten kam. Bei den Wahlen 1996 traten sechs Parteien an. Rawlings National Democratic Congress siegte mit 57 Prozent der Stimmen deutlich vor seinem Herausforderer (und späteren Präsidenten) John Agyekum Kufuor.
Rawlings selbst brachte anschließend die Diskussion um seine Nachfolge in Gang und kündigte an, dass er gemäß der Verfassung nicht noch einmal zur Wahl antreten werde. In seiner letzten Amtsperiode geriet Ghana wieder in wirtschaftliche Schwierigkeiten. Die terms of Trade, die Bedingungen des Austauschs mit dem Rest der Welt, hatten sich deutlich verschlechtert: Die Rohstoffpreise, sowohl für Gold als auch für Kakao, waren drastisch gesunken, der Ölpreis deutlich gestiegen. Der Cedi stürzte ins Bodenlose. Gleichzeitig berichtete die freie Presse des Landes immer häufiger über Korruption und Misswirtschaft.
Der Kandidat der Rawlingspartei NDC für die Wahlen Ende 2000, dessen Vizepräsident John Atta Mills, verlor die Wahlen. Damit endete nach 20 Jahren die Ära von Jerry Rawlings, den die einen als wohlwollenden (und erfolgreichen) Diktator, andere als Tyrannen ansahen.

### Demokratie seit 2001: John Agyekum Kufuor

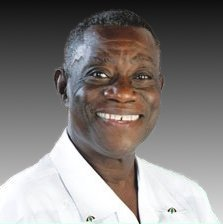
Präsidentschaftswahl-Poster von John Atta-Mills

John Agyekum Kufuor

Sieger der Wahlen 2000 war die New Patriotic Party von John Kufuor, die mit 100 von 200 Sitzen eine relative Mehrheit erhielt. Am 7. Januar 2001 legte John Kufuor seinen Amtseid als Präsident von Ghana ab. Im Jahr darauf ließ er eine so genannte Nationale Versöhnungskommission einrichten, die Menschenrechtsverletzungen durch die verschiedenen widerrechtlichen Regime seit der Unabhängigkeit des Landes untersuchen sollte. Ein erst 2004 bekannt gegebenes Ergebnis dieser Untersuchungen ist unter anderem die Forderung, rund 3000 Opfer der Repression unter Rawlings zu entschädigen. Gleichzeitig setzte aber in den letzten Jahren in Teilen der Bevölkerung eher eine Verklärung der Rawlings-Zeit ein, vergleichbar der Nkrumah-Renaissance der 1970er Jahre. Auch bei den folgenden Wahlen am 7. Dezember 2004 setzte sich John Kufuor gegen John Atta-Mills durch und wurde im ersten Durchgang mit 52,45 Prozent für weitere vier Jahre im Amt bestätigt. In den vergangenen Jahren hat Ghana tausende von Flüchtlingen aus dem vom Bürgerkrieg erschütterten Nachbarland Elfenbeinküste aufgenommen.
Im Jahr 2008 fanden erneut freie demokratische Wahlen statt. Aus Verfassungsgründen konnte sich Präsident Kufuor nicht mehr zur Wahl stellen. Den ersten Wahlgang am 7. Dezember hatte Nana Addo Dankwa Akufo-Addo gewonnen, aber die absolute Mehrheit verfehlt. In der folgenden Stichwahl setzte sich NDC-Politiker Atta-Mills mit 50,23 Prozent der Stimmen durch, während Akufo-Addo nur auf 49,77 Prozent kam, so die Wahlkommission Anfang Januar 2009.
Ghana gilt heute als eine der wenigen funktionierenden Demokratien Afrikas.